# Samsung Kies
Kies — бесплатное программное обеспечение, разработанное Samsung под Windows и Mac OS, и позволяющее мобильным телефонам и планшетам корейского производителя взаимодействовать с персональными компьютерами. Обмен данными происходит по проводному USB-интерфейсу или по беспроводному каналу — Wi-Fi.
Kies поставляется в двух вариантах: обычная версия и Kies Lite — версия, которая используется исключительно для обновления операционной системы у некоторых мобильных устройств.
В начале октября 2012 года компания представила новую версию программного обеспечения за номером 2.5.0 (для Windows), в которой полностью изменила дизайн интерфейса, а также увеличила производительность и улучшила стабильность.

## Основная функциональность программы
Программное обеспечение может использоваться для:
- Резервного копирования данных
- Передачи данных (между Windows, Mac и мобильными устройствами Samsung)
- Управления мультимедиа (аудио, видео, фотографии и так далее)
- Приобретения дополнительных или специальных функций устройства
- Установки и обновления программного обеспечения и операционной системы на устройстве

Также программа может использоваться для резервного копирования данных мультимедиа и личных сведений с устройств
- Samsung Wave
- Samsung Jet Ultra Edition
- Samsung Galaxy Portal
- Samsung Omnia Lite
- Samsung Edil Koke
- Samsung Galaxy Note
- Samsung Galaxy Note 10.1
- Samsung Galaxy Nexus
- Samsung Omnia Pro
- Samsung Omnia II
- Samsung Galaxy Spica
- Samsung Galaxy 580
- Samsung Galaxy S
- Samsung Galaxy S Plus
- Samsung Galaxy S II
- Samsung Galaxy S III
- Samsung Galaxy S4
- Samsung Galaxy Tab
- Samsung Galaxy Ace
- Samsung Galaxy Fit
- Samsung Galaxy Gio
- Samsung Galaxy W
- Samsung Galaxy Y
- Samsung Galaxy Y Pro
- Samsung Galaxy R
- Samsung Champ Camera 3303
- Samsung i8910HD
- Samsung C6625
- Samsung Infuse 4G
- Samsung Exhibit 4G
- Samsung GALAXY 3
- Samsung Galaxy Europa
- Samsung Corby Pro
- Samsung Duo
- Samsung Galaxy Mini
- Samsung Sidekick 4G
- Samsung Galaxy Tab 7.0 Plus
- Samsung Galaxy Tab 7.7
- Samsung Galaxy Tab 8.9
- Samsung Galaxy Tab 10.1
- Samsung Galaxy Tab 2 7.0
- Samsung Galaxy Pro
- Samsung GT-S5250 Bada
- Samsung GT-S5260
- Samsung GT-E2652
- Samsung GT-S5233S
- Samsung GT-C3011
- Samsung GT-C3200
- Samsung GT-C3312
- Samsung GT-C3322
- Samsung GT-C3300i
- Samsung GT-C3752
- Samsung Hero E2232

Устройства с версией операционной системы Android 4.3 и выше поддерживаются только в Samsung Smart Switch!